# Arminia Bielefeld/Saison 2022/23
Dieser Artikel beschreibt den Verlauf der Saison 2022/23 von Arminia Bielefeld. Arminia Bielefeld trat in der Saison in der 2. Bundesliga an und belegte Platz 16. Nach der verlorenen Relegation gegen den Dritten der 3. Liga SV Wehen Wiesbaden mussten die Bielefelder absteigen. Erstmals in der Vereinsgeschichte stieg die Arminia zweimal in Folge ab. Im DFB-Pokal erreichte die Mannschaft die zweite Runde.

## Personalien

### Kader
Stand: 20. Januar 2023
| 33 | Martin Fraisl | Osterreich  |
| 35 | Arne Schulz   | Deutschland |
| 40 | Nils Hahne    | Deutschland |

| 02 | Lukas Klünter   | Deutschland                |
| 03 | Guilherme Ramos | Portugal                   |
| 04 | Frederik Jäkel  | Deutschland                |
| 05 | Bastian Oczipka | Deutschland                |
| 06 | Oliver Hüsing   | Deutschland                |
| 22 | Silvan Sidler   | Schweiz                    |
| 24 | George Bello    | Vereinigte Staaten Nigeria |
| 30 | Andrés Andrade  | Panama                     |

| 07 | Christian Gebauer    | Osterreich   |
| 11 | Masaya Okugawa       | Japan        |
| 13 | Ivan Lepinjica       | Kroatien     |
| 14 | Jomaine Consbruch    | Deutschland  |
| 16 | Marc Rzatkowski      | Deutschland  |
| 17 | Burak İnce           | Turkei       |
| 19 | Manuel Prietl        | Osterreich   |
| 21 | Robin Hack           | Deutschland  |
| 37 | Benjamin Kanuric     | Osterreich   |
| 39 | Sebastian Vasiliadis | Griechenland |

| 09 | Fabian Klos        | Deutschland     |
| 10 | Bryan Lasme        | Frankreich      |
| 18 | Christopher Schepp | Deutschland     |
| 20 | Theo Corbeanu      | Kanada Rumänien |
| 23 | Janni Serra        | Deutschland     |

### Transfers der Saison 2022/23
| Zugänge | Abgänge |
| Sommerpause 2022 | Sommerpause 2022 |
| --- | --- |
| - Jomaine Consbruch (Eintracht Braunschweig; Leihende) - Christian Gebauer (FC Ingolstadt 04; Leihende) - Oliver Hüsing (1. FC Heidenheim) - Frederik Jäkel (RB Leipzig; Leihe) - Benjamin Kanuric (SK Rapid Wien) - Noel Niemann (TSV Hartberg; Leihende) - Marc Rzatkowski (FC Schalke 04) - Silvan Sidler (FC Luzern) | - Cédric Brunner (Vertragsende, FC Schalke 04) - Gonzalo Castro (Vertragsende und Karriereende) - Mike van der Hoorn (FC Utrecht, war verliehen) - Fabian Kunze (Hannover 96) - Sebastian Müller (Hallescher FC; Leihe) - Joakim Nilsson (St. Louis City) - Stefan Ortega Moreno (Vertragsende, Manchester City) - Amos Pieper (Werder Bremen) - Alessandro Schöpf (Vancouver Whitecaps) - Patrick Wimmer (VfL Wolfsburg) |
| nach Saisonbeginn | |
| - Martin Fraisl (war vereinslos, zuletzt FC Schalke 04) - Mateo Klimowicz (VfB Stuttgart, Leihe) - Lukas Klünter (war vereinslos, zuletzt Hertha BSC) - Bastian Oczipka (war vereinslos, zuletzt 1. FC Union Berlin) | - Vladislav Cherny (FC Schaffhausen, Leihe) - Florian Krüger (FC Groningen) - Jacob Laursen (Standard Lüttich) - Oscar Linnér (Vertragsauflösung, Ziel unbekannt) - Nathan de Medina (Eintracht Braunschweig) - Noel Niemann (VfL Osnabrück) |
| Winterpause | |
| - Theo Corbeanu (Wolverhampton Wanderers, Leihe) - Christopher Schepp (Blau-Weiß Lohne) | - Stefanos Kapino (Miedź Legnica) - Mateo Klimowicz (VfB Stuttgart, Ende der Leihe) |

### Funktionäre und Trainer Saison 2022/23
| Funktion    | Name                                              | Funktion                 | Name                                   |
| ----------- | ------------------------------------------------- | ------------------------ | -------------------------------------- |
| Cheftrainer | Uli Forte (bis 17. August 2022)                   | Torwarttrainer           | Marco Kostmann                         |
| Cheftrainer | Daniel Scherning (18. August 2022 – 7. März 2023) | Athletiktrainer          | Niklas Klasen                          |
| Cheftrainer | Uwe Koschinat (seit 9. März 2023)                 | Athletiktrainer          | Björn Kadlubowski                      |
| Co-Trainer  | Michael Henke (bis 4. Januar 2023)                | Geschäftsführer Sport    | Samir Arabi (bis 6. März 2023)         |
| Co-Trainer  | Sebastian Hille                                   | Geschäftsführer Finanzen | Markus Rejek (bis 31. Dezember 2022)   |
| Co-Trainer  | Kai Hesse                                         | Geschäftsführer Finanzen | Christoph Wortmann (ab 1. Januar 2023) |
| Co-Trainer  | Danilo de Souza (ab 15. Januar 2023)              | Videoanalyst             | Rafael Gameiro                         |

## Spielkleidung
| Heim | Auswärts | Alternativ |

## Saison
Alle Ergebnisse aus Sicht von Arminia Bielefeld. Grün unterlegte Ergebnisse kennzeichnen einen Sieg, rot unterlegte eine Niederlage und gelb unterlegte ein Unentschieden.

### 2. Bundesliga
| Runde | Datum              | Gegner                 | Ort      | Ergebnis | Tor(e) für Arminia              |
| ----- | ------------------ | ---------------------- | -------- | -------- | ------------------------------- |
| 1     | 16. Juli 2022      | SV Sandhausen          | Auswärts | 1:2      | Okugawa                         |
| 2     | 24. Juli 2022      | SSV Jahn Regensburg    | Heim     | 0:3      |                                 |
| 3     | 6. August 2022     | Hansa Rostock          | Auswärts | 1:2      | Serra                           |
| 4     | 13. August 2022    | Hamburger SV           | Heim     | 0:2      |                                 |
| 5     | 21. August 2022    | 1. FC Heidenheim       | Auswärts | 1:1      | Hack                            |
| 6     | 26. August 2022    | Eintracht Braunschweig | Heim     | 4:1      | Hack, Hüsing, Lasme, Okugawa    |
| 7     | 4. September 2022  | SV Darmstadt 98        | Auswärts | 1:1      | Hack                            |
| 8     | 9. September 2022  | 1. FC Nürnberg         | Auswärts | 0:1      |                                 |
| 9     | 17. September 2022 | Holstein Kiel          | Heim     | 4:2      | Hack, Lasme, Okugawa, Serra     |
| 10    | 1. Oktober 2022    | Fortuna Düsseldorf     | Auswärts | 1:4      | Hack                            |
| 11    | 7. Oktober 2022    | Karlsruher SC          | Heim     | 1:2      | Serra                           |
| 12    | 15. Oktober 2022   | Hannover 96            | Auswärts | 0:2      |                                 |
| 13    | 22. Oktober 2022   | FC St. Pauli           | Heim     | 2:0      | Serra (2)                       |
| 14    | 28. Oktober 2022   | SpVgg Greuther Fürth   | Auswärts | 0:1      |                                 |
| 15    | 5. November 2022   | 1. FC Kaiserslautern   | Heim     | 2:3      | Hack (2)                        |
| 16    | 8. November 2022   | SC Paderborn 07        | Auswärts | 2:0      | Serra, Vasiliadis               |
| 17    | 13. November 2022  | 1. FC Magdeburg        | Heim     | 3:1      | Consbruch, Gebauer, Hack        |
| 18    | 29. Januar 2023    | SV Sandhausen          | Heim     | 1:2      | Andrade                         |
| 19    | 4. Februar 2023    | SSV Jahn Regensburg    | Auswärts | 3:1      | Klos (2), Vasiliadis            |
| 20    | 10. Februar 2023   | Hansa Rostock          | Heim     | 0:1      |                                 |
| 21    | 19. Februar 2023   | Hamburger SV           | Auswärts | 1:2      | Oczipka                         |
| 22    | 26. Februar 2023   | 1. FC Heidenheim       | Heim     | 0:1      |                                 |
| 23    | 5. März 2023       | Eintracht Braunschweig | Auswärts | 3:3      | Lasme, Ramos, Fejzić (Eigentor) |
| 24    | 11. März 2023      | SV Darmstadt 98        | Heim     | 3:1      | Kanuric, Klos, Prietl           |
| 25    | 17. März 2023      | 1. FC Nürnberg         | Heim     | 2:2      | Klos, Okugawa                   |
| 26    | 2. April 2023      | Holstein Kiel          | Auswärts | 3:2      | Hack, Jäkel, Okugawa            |
| 27    | 9. April 2023      | Fortuna Düsseldorf     | Heim     | 2:2      | Klos, Lasme                     |
| 28    | 16. April 2023     | Karlsruher SC          | Auswärts | 2:4      | Hack (Elfmeter), Lasme          |
| 29    | 23. April 2023     | Hannover 96            | Heim     | 1:3      | Klos                            |
| 30    | 30. April 2023     | FC St. Pauli           | Auswärts | 1:2      | Consbruch                       |
| 31    | 7. Mai 2023        | SpVgg Greuther Fürth   | Heim     | 1:1      | Lasme                           |
| 32    | 14. Mai 2023       | 1. FC Kaiserslautern   | Auswärts | 2:1      | Consbruch, Serra                |
| 33    | 21. Mai 2023       | SC Paderborn 07        | Heim     | 2:2      | Lasme, Vasiliadis               |
| 34    | 28. Mai 2023       | 1. FC Magdeburg        | Auswärts | 0:4      |                                 |

### Relegation
| Runde | Datum        | Gegner             | Ort      | Ergebnis | Tor(e) für Arminia |
| ----- | ------------ | ------------------ | -------- | -------- | ------------------ |
| Hin   | 2. Juni 2023 | SV Wehen Wiesbaden | Auswärts | 0:4      |                    |
| Rück  | 6. Juni 2023 | SV Wehen Wiesbaden | Heim     | 1:2      | Klos               |

### DFB-Pokal
| Runde | Datum                | Gegner        | Ort         | Ergebnis | Tor(e) für Arminia                        |
| ----- | -------------------- | ------------- | ----------- | -------- | ----------------------------------------- |
| 1     | 31. Juli 2022        | FV Engers 07  | Auswärts P1 | 7:1      | Klos (2), Serra (2), Hack, Lasme, Okugawa |
| 2     | 18./19. Oktober 2022 | VfB Stuttgart | Auswärts    | 0:6      |                                           |

### Freundschaftsspiele
Diese Tabelle führt die ausgetragenen Freundschaftsspiele auf. Soweit nicht anders angegeben kommen die Gegner bzw. sind die Spielorte in Deutschland.
| Datum              | Gegner                   | Spielort                             | Ergebnis |
| ------------------ | ------------------------ | ------------------------------------ | -------- |
| 17. Juni 2022      | Spvg Steinhagen          | Cronsbachstadion, Steinhagen         | 6:1      |
| 21. Juni 2022      | FC Preußen Espelkamp     | Sportpark Mittwald, Espelkamp        | 3:0      |
| 26. Juni 2022      | FC Universitatea Craiova | Jenbach                              | 1:4      |
| 1. Juli 2022       | Olympiakos Piräus        | Saalfelden                           | 3:1      |
| 9. Juli 2022       | PSV Eindhoven            | Heidewaldstadion, Gütersloh          | 4:0      |
| 12. Juli 2022      | Sportfreunde Lotte       | Friedrich-Hagemann-Straße, Bielefeld | 6:0      |
| 22. September 2022 | Rot-Weiss Essen          | Friedrich-Hagemann-Straße, Bielefeld | 3:0      |
| 19. November 2022  | Fortuna Düsseldorf       | Friedrich-Hagemann-Straße, Bielefeld | 0:1      |
| 2. Dezember 2022   | VfB Oldenburg            | Friedrich-Hagemann-Straße, Bielefeld | 4:1      |
| 7. Januar 2023     | SC Verl                  | Friedrich-Hagemann-Straße, Bielefeld | 1:1      |
| 11. Januar 2023    | Borussia Mönchengladbach | FohlenPlatz, Mönchengladbach         | 0:4      |
| 15. Januar 2023    | Holstein Kiel            | Oliva Nova                           | 2:1      |
| 21. Januar 2023    | SC Paderborn 07          | Paderborn                            | 1:1      |
| 22. März 2023      | SC Paderborn 07          | Friedrich-Hagemann-Straße, Bielefeld | 1:1      |

Für den 19. November 2022 war ein Turnier in Lohne geplant, bei dem die Arminia auf Werder Bremen und Fortuna Düsseldorf treffen sollte. Dieses Turnier wurde jedoch kurzfristig aus Sicherheitsbedenken von der Polizeidirektion Cloppenburg/Vechta abgesagt.

## Statistiken

### Saisonverlauf
| Spieltag | 1  | 2  | 3  | 4  | 5  | 6  | 7  | 8  | 9  | 10 | 11 | 12 | 13 | 14 | 15 | 16 | 17 | 18 | 19 | 20 | 21 | 22 | 23 | 24 | 25 | 26 | 27 | 28 | 29 | 30 | 31 | 32 | 33 | 34 |
| -------- | -- | -- | -- | -- | -- | -- | -- | -- | -- | -- | -- | -- | -- | -- | -- | -- | -- | -- | -- | -- | -- | -- | -- | -- | -- | -- | -- | -- | -- | -- | -- | -- | -- | -- |
| Spielort | A  | H  | A  | H  | A  | H  | A  | A  | H  | A  | H  | A  | H  | A  | H  | A  | H  | H  | A  | H  | A  | H  | A  | H  | H  | A  | H  | A  | H  | A  | H  | A  | H  | A  |
| Resultat | N  | N  | N  | N  | U  | S  | U  | N  | S  | N  | N  | N  | S  | N  | N  | S  | S  | N  | S  | N  | N  | N  | U  | S  | U  | S  | U  | N  | N  | N  | U  | S  | U  | N  |
| Platz    | 12 | 16 | 17 | 17 | 17 | 15 | 15 | 16 | 14 | 18 | 18 | 18 | 17 | 18 | 18 | 18 | 16 | 17 | 13 | 16 | 16 | 16 | 16 | 14 | 15 | 14 | 14 | 15 | 15 | 16 | 16 | 16 | 16 | 16 |

Legende: Spielort: H = Heim; A = Auswärts. Resultat: S = Sieg; U = Unentschieden; N = Niederlage

### Spielerstatistiken
| Spieler              | Bundesliga | Bundesliga | Bundesliga  | Bundesliga | Relegation | Relegation | Relegation  | Relegation | DFB-Pokal | DFB-Pokal | DFB-Pokal   | DFB-Pokal  | Total    | Total | Total       | Total      |
| Spieler              | Einsätze   | Tore       | Gelbe Karte | Rote Karte | Einsätze   | Tore       | Gelbe Karte | Rote Karte | Einsätze  | Tore      | Gelbe Karte | Rote Karte | Einsätze | Tore  | Gelbe Karte | Rote Karte |
| -------------------- | ---------- | ---------- | ----------- | ---------- | ---------- | ---------- | ----------- | ---------- | --------- | --------- | ----------- | ---------- | -------- | ----- | ----------- | ---------- |
| Andrés Andrade       | 26         | 2          | 4           | 0          | 2          | 0          | 0           | 0          | 1         | 0         | 0           | 0          | 29       | 2     | 4           | 0          |
| George Bello         | 20         | 0          | 1           | 0          | 2          | 0          | 1           | 0          | 2         | 0         | 0           | 0          | 24       | 0     | 2           | 0          |
| Vladislav Cherny     | 0          | 0          | 0           | 0          | 0          | 0          | 0           | 0          | 0         | 0         | 0           | 0          | 0        | 0     | 0           | 0          |
| Jomaine Consbruch    | 20         | 3          | 5           | 0          | 1          | 0          | 0           | 0          | 2         | 0         | 0           | 0          | 23       | 3     | 5           | 0          |
| Theo Corbeanu        | 13         | 0          | 1           | 0          | 2          | 0          | 0           | 0          | 0         | 0         | 0           | 0          | 15       | 0     | 1           | 0          |
| Martin Fraisl        | 29         | 0          | 3           | 0          | 2          | 0          | 0           | 0          | 1         | 0         | 0           | 0          | 32       | 0     | 3           | 0          |
| Christian Gebauer    | 17         | 1          | 0           | 0          | 1          | 0          | 0           | 0          | 1         | 0         | 0           | 0          | 19       | 1     | 0           | 0          |
| Robin Hack           | 32         | 10         | 6           | 0          | 2          | 0          | 0           | 0          | 2         | 1         | 0           | 0          | 36       | 11    | 6           | 0          |
| Nils Hahne           | 0          | 0          | 0           | 0          | 0          | 0          | 0           | 0          | 0         | 0         | 0           | 0          | 0        | 0     | 0           | 0          |
| Oliver Hüsing        | 21         | 1          | 2           | 0          | 1          | 0          | 0           | 0          | 2         | 0         | 0           | 0          | 24       | 1     | 2           | 0          |
| Burak İnce           | 2          | 0          | 0           | 0          | 0          | 0          | 0           | 0          | 1         | 0         | 0           | 0          | 3        | 0     | 0           | 0          |
| Frederik Jäkel       | 22         | 1          | 2           | 0          | 2          | 0          | 0           | 0          | 0         | 0         | 0           | 0          | 24       | 1     | 2           | 0          |
| Benjamin Kanuric     | 9          | 1          | 1           | 0          | 1          | 0          | 1           | 0          | 1         | 0         | 0           | 0          | 11       | 1     | 2           | 0          |
| Stefanos Kapino      | 5          | 0          | 1           | 0          | 0          | 0          | 0           | 0          | 1         | 0         | 0           | 0          | 6        | 0     | 1           | 0          |
| Mateo Klimowicz      | 5          | 0          | 0           | 0          | 0          | 0          | 0           | 0          | 1         | 0         | 0           | 0          | 6        | 0     | 0           | 0          |
| Fabian Klos          | 28         | 6          | 4           | 0          | 2          | 1          | 0           | 0          | 1         | 2         | 0           | 0          | 31       | 9     | 4           | 0          |
| Lukas Klünter        | 23         | 0          | 4           | 0          | 0          | 0          | 0           | 0          | 1         | 0         | 0           | 0          | 24       | 0     | 4           | 0          |
| Henrik Koch          | 0          | 0          | 0           | 0          | 1          | 0          | 0           | 0          | 0         | 0         | 0           | 0          | 1        | 0     | 0           | 0          |
| Florian Krüger       | 4          | 0          | 0           | 0          | 0          | 0          | 0           | 0          | 1         | 0         | 0           | 0          | 5        | 0     | 0           | 0          |
| Bryan Lasme          | 30         | 7          | 3           | 0          | 2          | 0          | 0           | 0          | 2         | 1         | 0           | 0          | 34       | 8     | 3           | 0          |
| Jacob Laursen        | 1          | 0          | 0           | 0          | 0          | 0          | 0           | 0          | 0         | 0         | 0           | 0          | 1        | 0     | 0           | 0          |
| Ivan Lepinjica       | 22         | 0          | 8           | 0          | 2          | 0          | 0           | 0          | 2         | 0         | 0           | 0          | 26       | 0     | 8           | 0          |
| Nathan de Medina     | 1          | 0          | 0           | 0          | 0          | 0          | 0           | 0          | 0         | 0         | 0           | 0          | 1        | 0     | 0           | 0          |
| Noel Niemann         | 1          | 0          | 0           | 0          | 0          | 0          | 0           | 0          | 0         | 0         | 0           | 0          | 1        | 0     | 0           | 0          |
| Bastian Oczipka      | 29         | 1          | 4           | 0          | 1          | 0          | 0           | 0          | 1         | 0         | 0           | 0          | 31       | 1     | 4           | 0          |
| Masaya Okugawa       | 29         | 5          | 2           | 0          | 0          | 0          | 0           | 0          | 2         | 1         | 0           | 0          | 31       | 6     | 2           | 0          |
| Manuel Prietl        | 21         | 1          | 2           | 0          | 1          | 0          | 0           | 0          | 1         | 0         | 1           | 0          | 23       | 1     | 3           | 0          |
| Guilherme Ramos      | 22         | 1          | 5           | 0          | 0          | 0          | 0           | 0          | 2         | 0         | 0           | 0          | 24       | 1     | 5           | 0          |
| Marc Rzatkowski      | 24         | 0          | 3           | 0          | 1          | 0          | 0           | 0          | 2         | 0         | 0           | 0          | 27       | 0     | 3           | 0          |
| Christopher Schepp   | 0          | 0          | 0           | 0          | 0          | 0          | 0           | 0          | 0         | 0         | 0           | 0          | 0        | 0     | 0           | 0          |
| Arne Schulz          | 0          | 0          | 0           | 0          | 0          | 0          | 0           | 0          | 0         | 0         | 0           | 0          | 0        | 0     | 0           | 0          |
| Janni Serra          | 30         | 7          | 0           | 0          | 1          | 0          | 0           | 0          | 2         | 2         | 1           | 0          | 33       | 9     | 1           | 0          |
| Silvan Sidler        | 9          | 0          | 1           | 0          | 1          | 0          | 1           | 0          | 2         | 0         | 0           | 0          | 12       | 0     | 2           | 0          |
| Sebastian Vasiliadis | 27         | 3          | 6           | 0          | 2          | 0          | 0           | 0          | 0         | 0         | 0           | 0          | 29       | 3     | 6           | 0          |

Im Spiel beim SV Sandhausen am 16. Juli 2022 sah Silvan Sidler die Gelb-Rote Karte und Trainer Uli Forte die Rote Karte. Der Deutsche Fußball-Bund stellte das Verfahren gegen Uli Forte jedoch ein. Am 20. August 2022 sah Frederik Jäkel im Spiel beim 1. FC Heidenheim Gelb-Rot. Am 5. November 2022 sah Bryan Lasme im Spiel gegen den 1. FC Kaiserslautern Gelb-Rot. Am 8. November 2022 sah Lukas Klünter im Spiel gegen beim SC Paderborn 07 Gelb-Rot.

## Varia
Robin Hacks Tor zum 1:1 im Spiel beim 1. FC Heidenheim am 5. Spieltag wurde für das Tor des Monats August 2022 nominiert. Die Partie beim SV Darmstadt 98 musste die Arminia in Unterzahl beenden. Der eingewechselte Fabian Klos musste in der 86. Minute verletzungsbedingt wieder vom Feld. Zu diesem Zeitpunkt haben die Bielefelder bereits die fünf möglichen Wechsel ausgeschöpft. Am 17. März 2023 absolvierte Fabian Klos sein 409. Pflichtspiel für die Arminia und löste damit Wolfgang Kneib als vereinsinternen Rekordspieler ab.